# 全産能連簿記能力認定試験
簿記能力検定試験（ぼきのうりょくけんていしけん）とは、一般財団法人日本ビジネス技能検定協会（日ビ）が主催する簿記検定である。法人名の浸透により「日ビ簿記検定（にちびぼきけんてい）」と略されることが多い。なお当初は全国産業人能力開発団体連合会（全産能連）の主催だったが、2010年4月1日からは日ビの主催となっている。

## 試験月
6月・11月・3月の年3回

## 受験料
- 1級商業簿記・会計学 - ￥2,000
- 1級工業簿記・原価計算 - ￥2,000
- 2級商業簿記 - ￥1,500
- 2級工業簿記 - ￥1,500
- 3級商業簿記 - ￥1,500

## 受験会場
全国の資格の大原各校

## 試験時間と制限時間
| 試験級                | 開始時間 | 制限時間 |
| --------------------- | -------- | -------- |
| 1級商業簿記・会計学   | 13:00    | 90分     |
| 1級工業簿記・原価計算 | 15:00    | 90分     |
| 2級商業簿記           | 9:00     | 90分     |
| 2級工業簿記           | 11:00    | 90分     |
| 3級商業簿記           | 13:00    | 90分     |

## 試験範囲
日商簿記検定と同じ範囲。

## 科目合格制
2級及び1級は、科目合格制をしいており、合格(科目合格証書を有する受験者)して6回以内の試験で、残り科目について合格した時は、総合合格となる。

## 難易度
合格率は各級ともに高く、各種簿記検定の中では比較的安易な試験に分類される。

## 合格発表
試験施行後1週間以内

## 合格証書交付
受験した大原簿記の会場で交付

## 過去問題集
日本ビジネス技能検定協会及び全国の大原各校で販売されている。

## その他
- 2002年6月から実施されている。

## 合格率
第106回（平成30年11月実施分）
- 1級商業簿記，会計学…83.1%
- 1級工業簿記，原価計算…89.7%
- 2級商業簿記…76.8%
- 2級工業簿記…85.7%
- 3級商業簿記…68.1%